# Skiskydning under vinter-OL 2018
Skiskydning under vinter-OL 2018 afholdes på Alpensia Biathlon Centre. Der er i alt 11 konkurrencer, der vil være fordelt over perioden 10. – 23. februar 2018. I alt deltager der 230 skiskytter fordelt på lige antal af damer og herrer. 

## Konkurrenceprogram
Der er lagt følgende konkurrenceprogram for de 11 konkurrencer.
Alle tider er Koreatid (UTC+9).
| Dato        | Tid         | Konkurrence                 |
| ----------- | ----------- | --------------------------- |
| 10. februar | 20:15-21:35 | Sprint Damer                |
| 11. februar | 20:15-21:40 | Sprint Herrer               |
| 12. februar | 19:10-20:00 | Jagtstart Damer             |
| 12. februar | 21:00-21:50 | Jagtstart Herrer            |
| 14. februar | 20:05-22:00 | Klassisk distance Damer [a] |
| 15. februar | 20:00-22:00 | Klassisk distance Herrer    |
| 17. februar | 20:15-21:10 | Fællesstart Damer           |
| 18. februar | 20:15-21:15 | Fællesstart Herrer          |
| 20. februar | 20:15-21:45 | Stafet Mixed                |
| 22. februar | 20:15-21:45 | Stafet Damer                |
| 23. februar | 20:15-21:45 | Stafet Herrer               |

[a] Konkurrencen blev afviklet dagen efter d. 15. feb. pga. vejrforhold.

## Medaljer

### Herrer
| Disciplin         | Guld                                                                              | Sølv                                                                                  | Bronze                                                                |
| ----------------- | --------------------------------------------------------------------------------- | ------------------------------------------------------------------------------------- | --------------------------------------------------------------------- |
| Sprint            | Tyskland · Arnd Peiffer                                                           | Tjekkiet · Michal Krcmar                                                              | Italien · Dominik Windisch                                            |
| Jagtstart         | Frankrig · Martin Fourcade                                                        | Sverige · Sebastian Samuelsson                                                        | Tyskland · Benedikt Doll                                              |
| Klassisk distance | Norge · Johannes Thingnes Bø                                                      | Slovenien · Jakov Fak                                                                 | Østrig · Dominik Landertinger                                         |
| Fællesstart       | Frankrig · Martin Fourcade                                                        | Tyskland · Simon Schempp                                                              | Norge · Emil Hegle Svendsen                                           |
| Stafet            | Sverige · Peppe Femling · Jesper Nelin · Sebastian Samuelsson · Fredrik Lindström | Norge · Lars Helge Birkeland · Tarjei Bø · Johannes Thingnes Bø · Emil Hegle Svendsen | Tyskland · Erik Lesser · Benedikt Doll · Arnd Peiffer · Simon Schempp |

### Damer
| Disciplin         | Guld                                                                                    | Sølv                                                                  | Bronze                                                                            |
| ----------------- | --------------------------------------------------------------------------------------- | --------------------------------------------------------------------- | --------------------------------------------------------------------------------- |
| Sprint            | Tyskland · Laura Dahlmeier                                                              | Norge · Marte Olsbu Røiselund                                         | Tjekkiet · Veronika Vitkova                                                       |
| Jagtstart         | Tyskland · Laura Dahlmeier                                                              | Slovakiet · Anastasija Kuzmina                                        | Frankrig · Anaïs Bescond                                                          |
| Klassisk distance | Sverige · Hanna Öberg                                                                   | Slovakiet · Anastasija Kuzmina                                        | Tyskland · Laura Dahlmeier                                                        |
| Fællesstart       | Slovakiet · Anastasija Kuzmina                                                          | Hviderusland · Darja Domratjeva                                       | Norge · Tiril Eckhoff                                                             |
| Stafet            | Hviderusland · Nadzeja Skardzina · Iryna Kryuko · Dzinara Alimbekava · Darja Domratjeva | Sverige · Linn Persson · Mona Brorsson · Anna Magnusson · Hanna Öberg | Frankrig · Anaïs Chevalier · Marie Dorin Habert · Justine Braisaz · Anaïs Bescond |

### Blandet køn
| Disciplin    | Guld                                                                              | Sølv                                                                                       | Bronze                                                                         |
| ------------ | --------------------------------------------------------------------------------- | ------------------------------------------------------------------------------------------ | ------------------------------------------------------------------------------ |
| Stafet Mixed | Frankrig · Marie Dorin Habert · Anaïs Bescond · Simon Desthieux · Martin Fourcade | Norge · Marte Olsbu Røiseland · Tiril Eckhoff · Johannes Thingnes Bø · Emil Hegle Svendsen | Italien [a] · Lisa Vittozzi · Dorothea Wierer · Lukas Hofer · Dominik Windisch |

[a] Tyskland nedlagde protest mod Italien for usportslig opførsel på opløbsstrækningen. Men efter votering i juryen blev Italien tildelt bronze medaljen.

### Medaljefordeling efter land
| Skiskydning  | Guld | Sølv | Bronze | Total |
| Tyskland     | 3    | 1    | 3      | 7     |
| Frankrig     | 3    | 0    | 2      | 5     |
| Sverige      | 2    | 2    | 0      | 4     |
| Norge        | 1    | 3    | 2      | 6     |
| Slovakiet    | 1    | 2    | 0      | 3     |
| Hviderusland | 1    | 1    | 0      | 2     |
| Tjekkiet     | 0    | 1    | 1      | 2     |
| Slovenien    | 0    | 1    | 0      | 1     |
| Italien      | 0    | 0    | 2      | 2     |
| Østrig       | 0    | 0    | 1      | 1     |